# Siekierki (stacja kolejowa)
Siekierki – nieczynna stacja kolejowa w Siekierkach w województwie zachodniopomorskim, w Polsce.